# 이영준 (축구 선수)
이영준(李泳俊, 2003년 5월 23일 ~ )은 대한민국의 축구 선수로 포지션은 센터포워드이며 현재 스위스 슈퍼리그 그라스호퍼에서 활동하고 있다.

## 구단 경력

### 수원 FC
초등학교 4학년 때 수원 삼성 블루윙즈 유스팀에서 축구를 시작했고 2021 시즌을 앞두고 수원 FC와 준프로 계약을 체결했다. 3월 17일 인천 유나이티드와의 2021년 K리그1 5라운드에서 선발 데뷔전을 치르면서 1983년 K리그1 출범 이후 역대 최연소 출전 기록(만 17세 9개월 22일)을 경신했다.
이후 2021 시즌에서는 공식전 14경기 1도움을 기록하면서 수원 FC의 K리그1 승격 첫 해 상위 스플릿 진출에 일조했고 대구 FC와의 2022년 K리그1 6라운드 홈 경기에서 프로 데뷔골을 신고하는 등 2022 시즌에서는 공식전 16경기 1득점 1도움을 기록하며 2시즌 연속 K리그1 잔류에 일조했다.

### 김천 상무
2022 시즌을 마친 뒤 2023년 1월 16일부로 상무에 입대하여 등번호 40번을 배정받았고 2019년 FA컵에서 준우승을 달성했던 K3리그의 대전 코레일과의 2023년 FA컵 2라운드에서 상무 입대 후 첫 경기를 치렀다.

## 국가대표팀 경력

### 대한민국 U-20
2022년 1월 대한민국 U-20 대표팀에 처음으로 발탁된 뒤 같은 해 4월 2018년 아시안 게임 4위에 빛나는 베트남 U-23 대표팀과의 1차 평가전에서 15분에 대표팀 첫 골을 신고했다.
이후 2023년 AFC U-20 아시안컵 본선 최종 엔트리에 이름을 올린 뒤 선발 및 교체로 5경기에 출전했고 특히 중국과의 8강전에서 후반 10분 교체 투입되어 팀의 준결승 진출 및 2회 연속이자 통산 16번째 U-20 월드컵 본선 진출에 기여했다. 홈팀 우즈베키스탄과의 준결승전에서는 부상으로 결장한 주장 이승원을 대신하여 팀의 임시 주장을 맡았다.
그리고 2개월 후 열린 2023년 FIFA U-20 월드컵 본선 엔트리에 합류 후 나이지리아와의 8강전까지 5경기 2득점 1도움을 기록했다. 전 대회 준결승전 상대였던 에콰도르와의 16강전에서 8강 진출에 기여했고 나이지리아와의 8강전에서 대한민국의 FIFA 주관 남자 대회 통산 5번째이자 U-20 월드컵 통산 3번째 준결승 진출에 기여했다. 대한민국 U-20 대표팀은 해당 대회에서 4위를 기록했다.

## 개인사
3형제 중 막내이며 친형은 수원 KT 소닉붐에서 농구 선수로 활동 중인 이호준으로 2020-21 시즌 종료 후 군 입대한 뒤 현역 복무 중이다.

## 참고 자료
- '장진 스트라이커' 이영준은 마지막이란 각오로 경기에 임한다. - 대한축구협회